# Angèle
Angèle van Laeken (ur. 3 grudnia 1995 w Uccle) – belgijska piosenkarka i autorka tekstów, pianistka, producentka muzyczna i aktorka.
Była jednym z największych przełomowych artystów we francuskiej i belgijskiej muzyce pop w 2018, bijąc rekord Stromae w kontekście liczby tygodni na szczycie belgijskich list przebojów singli z 2018 singlem „Tout oublie”, który nagrała z bratem, Roméo Elvisem.

## Życiorys
Jest córką piosenkarza Marka i aktorki Laurence Bibot. Jej bratem jest raper Romeo Elvis. Jej ojciec zachęcał ją od najmłodszych lat do nauki gry na fortepianie, co zainspirowało jej muzyczną karierę. Angèle spędziła trudny okres dojrzewania w ścisłej katolickiej szkole, zanim zaczęła uczęszczać do szkoły Decroly. Przedmioty artystyczne w tym liceum pomogły rozwinąć Angèle umiejętności muzyczne. Następnie zapisała się do Jazz Studio Antwerp, aby zdobyć wykształcenie jazzowe, po czym dołączyła do zespołu swojego ojca.

## Kariera
Na początku występowała w kawiarniach w Brukseli (m.in. w Le Delecta w Ixelles). Zwrócono na nią uwagę, gdy pojawiła się na okładce Dicka Annegarna „Bruxelles” oraz w filmach na Instagramie, w których łączyła śpiew i elementy komediowe. W 2017 występowała jako support dla Ibeyi i rapera Damso, któremu towarzyszyła również w jego albumie pt. Lithopédion.
Jej pierwsza piosenka „La Loi de Murphy” została wydana pod koniec 2017 i uzyskała miliony wyświetleń na YouTube. Druga piosenka „Je veux tes yeux” została wydana na początku 2018. Dwa teledyski wyreżyserowała belgijska fotografka Charlotte Abramow. W maju 2018 zagrała swój pierwszy paryski koncert w Trianon. Wystąpiła także na kilku letnich festiwalach w Belgii, Francji i Szwajcarii, takich jak Les Ardentes, Dour, Garorock i Rock Werchter. Również w 2018 wydała swoją trzecią piosenkę „La Thune” oraz ogłosiła listę swojego pierwszego albumu „Brol” w wytwórni Initial. Album ukazał się 5 października 2018, tego samego dnia, co jej piosenkowy duet z bratem Roméo Elvisem. Album odniósł sukces i zaowocował zaproszeniem Angele do występów w różnych francuskich programach telewizyjnych. Piosenka „Tout oublier” utrzymała się dziewięć tygodni na pierwszym miejscu listy Ultratop, bijąc rekord belgijskiego artysty ustanowiony wcześniej przez Stromae’a.

## Dyskografia
Albumy:
- Brol (2018)
- Brol La Suite (2019)
- Nonante-cinq (2021)

Single
| Rok  | Tytuł                          | Certyfikat                                                               | Album            |
| ---- | ------------------------------ | ------------------------------------------------------------------------ | ---------------- |
| 2017 | „La Loi de Murphy”             | - BEL: platynowa płyta - FRA: platynowa płyta                            | Brol             |
| 2018 | „Je veux tes yeux”             | - BEL: złota płyta - FRA: złota płyta                                    | Brol             |
| 2018 | „La Thune”                     | - BEL: platynowa płyta - FRA: diamentowa płyta                           | Brol             |
| 2018 | „Jalousie”                     | - BEL: złota płyta - FRA: platynowa płyta                                | Brol             |
| 2018 | „Tout oublier” (z Roméo Elvis) | - BEL: 3x platynowa płyta - FRA: diamentowa płyta                        | Brol             |
| 2019 | „Balance ton quoi”             | - BEL: 3x platynowa płyta - FRA: diamentowa płyta                        | Brol             |
| 2019 | „Perdus”                       | - BEL: Platynowa płyta - FRA: platynowa płyta                            | Brol, la suite   |
| 2019 | „Oui ou Non”                   | - BEL: platynowa płyta - FRA: diamentowa płyta                           | Brol, la suite   |
| 2020 | „Ta reine”                     | - FRA: diamentowa płyta                                                  | Brol             |
| 2020 | „Fever” (z Dua Lipą)           | - BEL: 3x platynowa płyta - FRA: diamentowa płyta - POL: platynowa płyta | Future Nostalgia |
| 2021 | „Bruxelles je t'aime”          | - BEL: 2x platynowa płyta - FRA: diamentowa płyta                        | Nonante-cinq     |
| 2021 | „Démons”                       | - BEL: 2x platynowa płyta - FRA: diamentowa płyta                        | Nonante-cinq     |

## Trasy koncertowe
- 2018–2020: Brol Tour

## Filmografia
| Rok  | Tytuł                                 | Rola    |
| ---- | ------------------------------------- | ------- |
| 2022 | Astérix et Obélix: L’Empire du Milieu | Falbala |